# Чучко, Иван
Чучко Иван (1889-1919) — командир РПАУ.

## Биография
Родился в крестьянской семье в Гуляйполе. Не получил никакого образования.
Принимал участие в Первой мировой войне.
В 1918 году присоединился к махновцам, командовал артиллерийской батареи, по политическим взглядам был коммунистом, по другим сведениям беспартийный.
В феврале 1919 года принимал участие Съезде представителей от крестьянских и рабочих советов, подотделов, штабов и фронтовиков который проходил в Гуляйполе. На этом съезде Ивна избрали членом в Военно Революционный Совет РПАУ от крестьян. В 1919 году командовал 2-м артдивизионом РПАУ.
В июне 1919 года после объединения махновцев с Григорьевым совет был реорганизован в Реввоенсовет повстанческой армии, а Ивана избрали в штаб РПАУ на должность начальника административной части.
Убит белогвардейцами 20 августа 1919 года в районе Нового-Буга.